# Municipio de Gourley
El municipio de Gourley (en inglés: Gourley Township) es un municipio ubicado en el condado de Menominee en el estado estadounidense de Míchigan. En el año 2010 tenía una población de 420 habitantes y una densidad poblacional de 4,53 personas por km².

## Geografía
El municipio de Gourley se encuentra ubicado en las coordenadas 45°35′38″N 87°23′53″O / 45.59389, -87.39806. Según la Oficina del Censo de los Estados Unidos, el municipio tiene una superficie total de 92.62 km², de la cual 92,53 km² corresponden a tierra firme y (0,1 %) 0,09 km² es agua.

## Demografía
Según el censo de 2010, había 420 personas residiendo en el municipio de Gourley. La densidad de población era de 4,53 hab./km². De los 420 habitantes, el municipio de Gourley estaba compuesto por el 92,62 % blancos, el 6,67 % eran amerindios, el 0,24 % eran asiáticos y el 0,48 % eran de una mezcla de razas. Del total de la población el 0,95 % eran hispanos o latinos de cualquier raza.